# Diocesi di Caltagirone

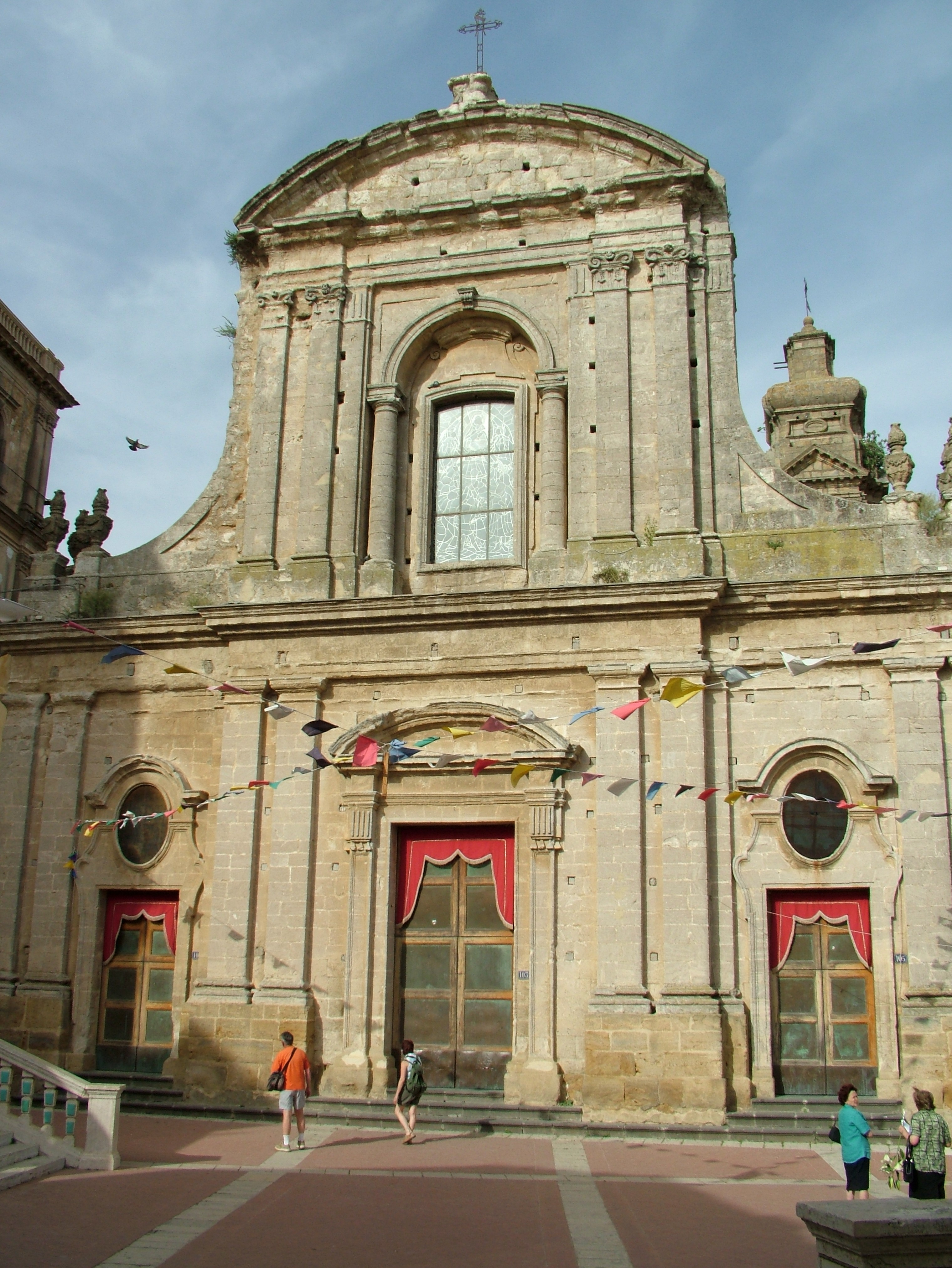
La basilica di Santa Maria del Monte a Caltagirone.

La diocesi di Caltagirone (in latino Dioecesis Calatayeronensis) è una sede della Chiesa cattolica in Italia suffraganea dell'arcidiocesi di Catania appartenente alla regione ecclesiastica Sicilia. Nel 2023 contava 132.320 battezzati su 138.780 abitanti. È retta dal vescovo Calogero Peri, O.F.M.Cap.

## Territorio
La diocesi comprende la città di Caltagirone e i seguenti comuni della città metropolitana di Catania: Castel di Judica, Grammichele, Licodia Eubea, Mazzarrone, Militello in Val di Catania, Mineo, Mirabella Imbaccari, Palagonia, Raddusa, Ramacca, San Cono, San Michele di Ganzaria, Scordia, Vizzini.
Sede vescovile è la città di Caltagirone, dove si trovano la basilica cattedrale di San Giuliano e due basiliche minori: Santa Maria del Monte e San Giacomo Apostolo. A Caltagirone sorge anche il santuario della Madonna del Ponte, divenuto santuario mariano diocesano nel 1987. A Militello in Val di Catania si trova il santuario di Santa Maria della Stella, prima chiesa della diocesi ad essere elevata alla dignità di santuario mariano diocesano nel 1969.
Il territorio si estende su 1.551 km² ed è suddiviso in 57 parrocchie, raggruppate in 5 vicariati.

## Storia
La nascita della diocesi di Caltagirone faceva parte del piano di ampliamento delle diocesi siciliane per favorire la cura pastorale della popolazione, deciso dal Parlamento di Sicilia e presentato a re Ferdinando III il 5 aprile 1778. Il re, favorevole al progetto, dette incarico alla Deputazione del Regno di studiare la fattibilità dell'operazione, previa una indagine conoscitiva in vista di un riesame complessivo delle diocesi dell'isola.
L'iter di fondazione delle nuove diocesi fu interrotto durante il periodo della rivoluzione francese e ripreso dal parlamento siciliano il 24 marzo 1802, quando fu presentata una nuova istanza per il riordino delle diocesi siciliane. In questa seconda occasione, anche Caltagirone presentò formale richiesta di avere una sede episcopale, desiderio che già nel 1582 e a inizio Seicento, era stato inoltrato, ma senza successo. L'iter fu nuovamente rallentato dagli eventi politici internazionali e da "pressioni campanilistiche" di altre città che reclamavano la sede episcopale. Finalmente, dopo il congresso di Vienna si diede attuazione alle prime decisioni.
Caltagirone divenne così diocesi il 12 settembre 1816 con la bolla Romanus Pontifex di papa Pio VII, ricavandone il territorio dalla diocesi di Siracusa. Originariamente era suffraganea dell'arcidiocesi di Monreale.
I primi vescovi organizzarono la nuova diocesi e nella sua relazione per la visita ad limina del 1859 il vescovo Luigi Natoli poteva dichiarare che «sebbene di recente erezione», la diocesi aveva «tutto quanto può desiderarsi in una ben ordinata diocesi». Lo stesso vescovo fece per due volte la visita pastorale della diocesi, promuovendo associazioni laicali e consigli di amministrazione per la gestione dei beni ecclesiastici; la sua politica filoborbonica lo costrinse a vivere in esilio per alcuni anni dopo l'Unità d'Italia. Nel 1867 la diocesi rimase vacante per il trasferimento di mons. Natoli all'arcidiocesi di Messina; la sede vacante si protrasse per i tentativi del governo liberale di intervenire nella nomina dei vescovi, che era soggetta all'exequatur e alla pretesa di subentrare nel regio patronato ai precedenti monarchi, ossia di godere del diritto di presentazione dei vescovi. Dopo la frattura tra Chiesa e Stato con la presa di Porta Pia del 20 settembre 1870, la Santa Sede rifiutò di concordare le nomine dei vescovi e fra il 1871 e il 1872 procedette a nomine unilaterali per le diocesi siciliane, scegliendo per Caltagirone Antonino Morana (1872-1875). Ancora nel 1875 non aveva ricevuto l'exequatur e pertanto aveva ricevuto l’ingiunzione di lasciare il palazzo
episcopale. Un'eventuale resistenza avrebbe potuto comportare non solo l'uso della forza, ma anche l'allontanamento coatto dalla diocesi e l'affidamento della diocesi a un vicario capitolare.
Il suo successore mons. Giovanni Battista Bongiorno ebbe rapporti difficili con il suo clero e con le autorità civili a tal punto che la Santa Sede lo costrinse dapprima a lasciare la sede e poi a dare le dimissioni, nominando amministratore apostolico Giuseppe Benedetto Dusmet, arcivescovo di Catania. Il vescovo Saverio Gerbino (1887-1898) celebrò il primo sinodo diocesano e organizzò il seminario.
Il 20 maggio 1844 per effetto della bolla In suprema di papa Gregorio XVI acquisì l'odierno assetto territoriale ed entrò a far parte della provincia ecclesiastica dell'arcidiocesi di Siracusa: cedette i comuni di Butera, Mazzarino, Niscemi, Riesi e Terranova alla diocesi di Piazza Armerina, acquisendo contestualmente i comuni di Ramacca dalla diocesi di Catania e di Mirabella Imbaccari dalla diocesi di Piazza Armerina.
Nel Novecento si distinsero, per a loro opera, i vescovi Damaso Pio De Bono (1898-1925), che riuscì ad ottenere definitivamente i locali per l'episcopio, la curia e il seminario presso l'ex convento di San Francesco d'Assisi; il milanese Giovanni Bargiggia (1927-1937), che indisse un secondo sinodo (1933) e un congresso catechistico diocesano (1936); Pietro Capizzi (1937-1960), che per cinque volte compì la visita pastorale e indisse le missioni popolari nella quaresima 1947.
Dal 2 dicembre 2000, in forza della bolla Ad maiori consulendum di papa Giovanni Paolo II, la diocesi è diventata suffraganea dell'arcidiocesi di Catania elevata a sede metropolitana.
Il 20 marzo 2010 per la prima volta un vescovo, Calogero Peri, ha ricevuto la consacrazione episcopale nella cattedrale di Caltagirone.

## Cronotassi dei vescovi
Si omettono i periodi di sede vacante non superiori ai 2 anni o non storicamente accertati.
- Gaetano Trigona e Parisi † (21 dicembre 1818 - 15 aprile 1833 nominato arcivescovo di Palermo)
- Benedetto Denti, O.S.B. † (15 marzo 1833 - 3 agosto 1853 deceduto)
- Giuseppe Maria Maniscalco, O.F.M. † (7 aprile 1854 - 10 aprile 1855 deceduto)
  - Sede vacante (1855-1858)
- Luigi Natoli † (15 marzo 1858 - 22 febbraio 1867 nominato arcivescovo di Messina)
  - Sede vacante (1867-1872)
- Antonino Morana † (23 febbraio 1872 - 18 agosto 1879 deceduto)
- Giovanni Battista Bongiorno † (22 settembre 1879 - 14 marzo 1887 dimesso[9])
- Saverio Gerbino † (14 marzo 1887 - 16 marzo 1898 deceduto)
- Damaso Pio De Bono † (28 novembre 1898 - 17 dicembre 1925 dimesso[10])
- Giovanni Bargiggia † (14 marzo 1927 - 6 luglio 1937 nominato vescovo di Vigevano)
- Pietro Capizzi † (12 agosto 1937 - 11 novembre 1960 dimesso[11])
- Francesco Fasola, O.SS.G.C.N. † (11 novembre 1960 - 25 giugno 1963 nominato arcivescovo di Messina)
- Carmelo Canzonieri † (30 luglio 1963 - 8 gennaio 1983 ritirato)
- Vittorio Luigi Mondello (30 luglio 1983 - 28 luglio 1990 nominato arcivescovo di Reggio Calabria-Bova)
- Vincenzo Manzella (30 aprile 1991 - 17 settembre 2009 nominato vescovo di Cefalù)
- Calogero Peri, O.F.M.Cap., dal 30 gennaio 2010

## Vescovi oriundi della diocesi
- Michele Pennisi (Licodia Eubea, 23 novembre 1946), arcivescovo emerito di Monreale

## Statistiche
La diocesi nel 2023 su una popolazione di 138.780 persone contava 132.320 battezzati, corrispondenti al 95,3% del totale.
| anno | popolazione | popolazione | popolazione | presbiteri | presbiteri | presbiteri | presbiteri                | diaconi | religiosi | religiosi | parrocchie |
| anno | battezzati  | totale      | %           | numero     | secolari   | regolari   | battezzati per presbitero | diaconi | uomini    | donne     | parrocchie |
| ---- | ----------- | ----------- | ----------- | ---------- | ---------- | ---------- | ------------------------- | ------- | --------- | --------- | ---------- |
| 1950 | 151.200     | 151.600     | 99,7        | 150        | 121        | 29         | 1.008                     |         | 34        | 196       | 41         |
| 1959 | 162.500     | 162.850     | 99,8        | 157        | 123        | 34         | 1.035                     |         | 44        | 268       | 47         |
| 1969 | 159.126     | 159.639     | 99,7        | 140        | 98         | 42         | 1.136                     |         | 51        | 256       | 56         |
| 1980 | 168.500     | 170.600     | 98,8        | 113        | 89         | 24         | 1.491                     |         | 27        | 195       | 59         |
| 1990 | 152.197     | 154.400     | 98,6        | 106        | 87         | 19         | 1.435                     |         | 23        | 173       | 60         |
| 1999 | 154.545     | 156.976     | 98,5        | 95         | 83         | 12         | 1.626                     | 5       | 13        | 145       | 59         |
| 2000 | 153.146     | 155.587     | 98,4        | 96         | 84         | 12         | 1.595                     | 6       | 14        | 151       | 57         |
| 2001 | 153.524     | 156.026     | 98,4        | 93         | 81         | 12         | 1.650                     | 8       | 13        | 147       | 57         |
| 2002 | 155.113     | 157.690     | 98,4        | 86         | 77         | 9          | 1.803                     | 8       | 10        | 139       | 57         |
| 2003 | 154.983     | 157.729     | 98,3        | 86         | 77         | 9          | 1.802                     | 8       | 13        | 134       | 57         |
| 2004 | 154.323     | 157.082     | 98,2        | 88         | 78         | 10         | 1.753                     | 9       | 13        | 133       | 57         |
| 2006 | 151.430     | 154.290     | 98,1        | 89         | 77         | 12         | 1.701                     | 9       | 15        | 121       | 57         |
| 2013 | 145.467     | 151.745     | 95,9        | 86         | 73         | 13         | 1.691                     | 11      | 26        | 105       | 57         |
| 2016 | 141.638     | 149.618     | 94,7        | 84         | 72         | 12         | 1.686                     | 13      | 25        | 79        | 57         |
| 2019 | 137.237     | 146.290     | 93,8        | 83         | 72         | 11         | 1.653                     | 14      | 13        | 49        | 57         |
| 2021 | 134.349     | 139.907     | 96,0        | 86         | 75         | 11         | 1.562                     | 13      | 12        | 53        | 57         |
| 2023 | 132.320     | 138.780     | 95,3        | 92         | 79         | 13         | 1.438                     | 12      | 13        | 54        | 57         |